# Ozyptila monroensis
Ozyptila monroensis es una especie de araña cangrejo del género Ozyptila, familia Thomisidae.

## Distribución
Esta especie se encuentra en los Estados Unidos y Canadá.